# Sangmélima
Sangmélima – miasto w Kamerunie, nad rzeką Lobo, w Regionie Południowym. Stolica departamentu Dja-et-Lobo. Liczy około 56,6 tys. mieszkańców, pochodzących głównie z ludu Beti-Pahuin.
Przez miasto przebiegają Drogi Krajowe nr 9 i 17. W mieście znajduje się lokalne lotnisko.
Z wioski w pobliżu Sangmélima'y pochodzi prezydent Kamerunu Paul Biya.
Rezerwat Dja rozciągający się na południe od miasta został w 1984 wpisany na listę światowego dziedzictwa UNESCO.